# Ecuación de Callan-Symanzik
En física, la ecuación de Callan–Symanzik es la ecuación diferencial que describe la evolución de la función de correlación a n puntos bajo la variación de la escala de la energía a la que la teoría está definida, e involucra a la función beta de la teoría y a las dimensiones anómalas.
Esta ecuación tiene la siguiente estructura:
| Símbolo                   | Nombre                           |
| ------------------------- | -------------------------------- |
| {\displaystyle \beta (g)} | Función beta                     |
| {\displaystyle \gamma }   | Variable de escala de los campos |

En el caso particular de la electrodinámica cuántica, esta ecuación toma la siguiente forma
| Símbolo                   | Nombre                         |
| ------------------------- | ------------------------------ |
| {\displaystyle n}         | Número de campos de electrones |
| {\displaystyle m}         | Número de campos de fotones    |
| {\displaystyle G^{(n,m)}} | Función de correlación         |
| {\displaystyle e}         | Carga elemental                |

Esta ecuación fue descubierta independientemente por Curtis Callan y Kurt Symanzik en 1970. Posteriormente, fue usada para entender el concepto de libertad asintótica.
Esta ecuación aparece en el estudio del grupo de renormalización. Es posible estudiar esta ecuación usando teoría de perturbaciones.